# Azanus mirza
Azanus mirza  (лат.) — вид чешуекрылых насекомых из семейства голубянок. Распространён в ЮАР (Зулуленде, Трансваале), Родезии, Мозамбике и от Сьерра-Леоне до Кении. Обитают в саваннах, открытых лесах, равнинах, скалистых местностях и прибрежных районах. Гусеницы питаются цветками, бутонами и молодыми побегами растений Acacia и Allophylus. Размах крыльев самцов 20—25 мм, самок — 21—25 мм.